# Калмазове
Калма́зове — село в Україні, у Вільшанській селищній громаді Голованівського району Кіровоградської області. Населення становить 552 особи.

## Історія
1859 року у власницькому селі Єлисаветградського повіту Херсонської губернії мешкало 197 осіб (110 чоловічої статі та 87 — жіночої), налічувалось 40 дворових господарств.
За даними 1894 року у селі Калмазівка й хуторі Калмазівський Вільшанської волості мешкало 529 осіб (267 чоловічої статі та 262 — жіночої), налічувалось 90 дворових господарств, існували земська школа на 30 учнів (25 хлопчиків й 5 дівчаток), церковно-парафіяльна школа на 24 учня (14 хлопчиків й 10 дівчаток).
За переписом 1897 року кількість мешканців зросла до 609 осіб (302 чоловічої статі та 307 — жіночої), з яких 592 — православної віри.

## Населення
Згідно з переписом УРСР 1989 року чисельність наявного населення села становила 603 особи, з яких 291 чоловік та 312 жінок.
За переписом населення України 2001 року в селі мешкали 552 особи.

### Мова
Розподіл населення за рідною мовою за даними перепису 2001 року:
| Мова       | Відсоток |
| ---------- | -------- |
| українська | 97,10 %  |
| білоруська | 1,27 %   |
| російська  | 0,36 %   |
| молдовська | 0,18 %   |
| інші       | 1,09 %   |

## Відомі особи
В селі народився Герой Радянського Союзу Микола Топольников.